# دوغ روبنز
دوغ روبنز (بالإنجليزية: Doug Robbins)‏ هو لاعب كرة قاعدة أمريكي، ولد في 6 يوليو 1966 في بيتسبرغ في الولايات المتحدة.

## وصلات خارجية
- دوغ روبنز على موقعبيزبول رفرنس.كوم (الدوري الثانوي) (الإنجليزية)
- دوغ روبنز على موقع أوليمبيديا (الإنجليزية)